# Santolina semidentata
Santolina semidentata là một loài thực vật có hoa trong họ Cúc. Loài này được Hoffmanns. & Link miêu tả khoa học đầu tiên năm 1834.